# ثوم أفغاني
ثوم أفغاني (الاسم العلمي: Allium afghanicum) هو نوع من النباتات يتبع جنس الثوم من الفصيلة النرجسية.